# Especialização de tarefas
A especialização de tarefas ou especialização do trabalho parte do princípio fundamental que o trabalho pode ser realizado mais eficientemente se os funcionários tiverem a permissão de se especializarem.

## Conceito
A especialização é uma consequência da divisão do trabalho e é a subdivisão do trabalho da organização em tarefas menores. Várias pessoas e unidades pela organização desempenham tarefas diferentes.
Devido ao grande número de tarefas que devem ser organizadas nas organizações a especialização pode se tornar uma necessidade. Assim, os funcionários dentro de cada departamento de uma empresa desempenham somente as tarefas relevantes à sua função especializada. Entretanto, todas as tarefas especializadas não podem ser desempenhadas de maneira totalmente independente.
Pelo fato de todas as unidades constituírem uma organização maior, deve existir algum grau de comunicação, coordenação e cooperação entre elas. A coordenação refere-se a procedimentos que ligam as varias partes da organização para que se alcance a missão global da empresa.
Os professores de Harvard Paul Lawrence e Jay Lorsch  apresentaram importantes contribuições sobre esse tema. Descreveram estruturas organizacionais segundo duas dimensões principais: diferenciação (que provém da especialização e da divisão do trabalho) e integração (o termo que utilizam para coordenação).
Uma conseqüência da especialização e da divisão do trabalho é a diferenciação. Uma diferenciação alta é quando há muitas subunidades e especialistas que pensam de modo diverso. A diferenciação horizontal entre unidades diferentes em níveis semelhantes é chamada de departamentalização.

## Vantagens
- A especialização de tarefas pode levar ao aumento do alcance de controle dos níveis mais altos da hierarquia organizacional, uma vez que o número de subordinados pode ser maior com a especialização.
- Explorar vantagens comparativas: A especialização de tarefas permite a empresa a combinar os funcionários com as tarefas baseadas com suas habilidades e interesses.[4]
- Menores despesas com treinamento: Com tarefas especializadas cada empregado é treinado para completar apenas uma função, reduzindo os custos de treinamento. A não especialização de tarefas faz com que os empregados sejam treinados para mais de uma função o que pode ser mais caro.
- Os trabalhos são menores e podem ser feitos de maneira eficiente.

## Desvantagens
- Menor possibilidade de explorar sinergias (complementaridades) entre tarefas.
- Custos de coordenação: As atividades dos empregados especializados tem que ser coordenadas e isso pode levar à sobrecarga de supervisores e também desenvolver procedimentos para coordenar as atividades pode ser muito caro.
- Menor flexibilidade para realocar pessoas para outras funções e/ou departamentos.
- Miopia funcional: empregados especializados tendem a focar em suas funções individuais.
- Segundo Daft, “com muita especialização, os funcionários são isolados e fazem apenas um único serviço entediante. Muitas empresas estão aumentando os serviços para proporcionar maiores desafios ou atribuindo equipes às tarefas  para que funcionários possam circular entre os vários serviços desempenhados pela equipe.”[5]

## Exemplo
O exemplo que melhor ilustra a especialização do trabalho e de tarefas é uma linha de montagem automotiva, onde cada funcionário desempenha a mesma tarefa repetidamente. Não seria eficaz fazer com que um funcionário construísse todas as partes do carro inteiro ou grande numero de serviços não relacionados.

## Discussão
Assim, a especialização do trabalho não pode ser considerada algo obsoleto uma vez que esta continua contribuindo para a eficácia e eficiência da organização, fazendo com que a empresa aumente seus níveis de produtividade. Entretanto, a especialização também não pode ser considerada uma fonte inesgotável de produtividade já que o uso dela também pode acarretar em desvantagens como o aumento do custo de coordenação ou problemas como a desmotivação dos empregados..
Portanto, pode-se dizer que a especialização de tarefas gera economia e aumento da produtividade em certos tipos de trabalhos  mas também pode acarretar problemas quando levada a extremos